# Sebastián Rusculleda
Sebastián Rusculleda (Laboulaye, 28 april 1985) is een Argentijns voormalig voetballer die als middenvelder speelde.

## Loopbaan
Rusculleda begon in zijn geboorteplaats Laboulaye met voetbal. Op veertienjarige leeftijd kwam hij in de jeugdopleiding van Talleres de Córdoba en daarna ging hij naar Boca Juniors. Nadat hij op het Terborg Toernooi was opgevallen, werd hij voor het seizoen 2004/05 samen met teamgenoot Gastón Sangoy door AFC Ajax gehuurd van Boca waar hij bij de beloften kwam. Rusculleda kampte met een blessure en kreeg geen kans bij het eerste team. Hij werd niet overgenomen en kwam in de zomer van 2006 enkele maanden bij het eerste van Boca Juniors maar zou geen officiële wedstrijden spelen. In het seizoen 2006/07 werd hij verhuurd aan Quilmes waarmee hij uit de Primera División degradeerde. Rusculleda werd nu aan promovendus Tigre verhuurd waarmee hij eind 2007 op een tweede plaats in de competitie eindigde. Rond de jaarwisseling ging een overgang naar het Engelse Queens Park Rangers, dat in de Premier League speelde, op het laatste moment niet door. In 2008 werd hij overgenomen door Tigre en met de club speelde hij in de Copa Libertadores en werd wederom tweede in de competitie. Medio 2009 werd Rusculleda verkocht aan Al-Ahli in Saoedi-Arabië. Hier kwam hij echter maar eenmaal in actie en voor het seizoen 2010/11 keerde hij terug naar Argentinië bij CA San Lorenzo. Hierna speelde hij in Chili voor Santiago Wanderers en vervolgens in Ecuador voor SD Quito. Een terugkeer bij Tigre in het seizoen 2013/14 verliep vanwege een blessure teleurstellend. Vanaf januari 2014 speelde Rusculleda anderhalf jaar in Griekenland voor Panetolikos. Terug in Argentinie kwam hij van medio 2016 uit voor San Martín (SJ) en vanaf medio 2017 voor Defensores de Belgrano. Bij beide clubs kwam hij, mede vanwege blessures, niet veel aan spelen toe. Vanaf januari 2018 zat hij een half jaar zonder club. Vanaf augustus 2018 speelde Rusculleda een paar maanden in Finland voor PS Kemi waarmee hij uit de Veikkausliiga degradeerde. Hierna vond hij geen club meer. 